# Championnats du monde de snowboard 2007
La 7e édition des championnats du monde de snowboard se déroule du 14 au 20 janvier 2007 à Arosa en Suisse.

## Podiums

### Hommes
| Épreuves                     | Or               | Argent          | Bronze        |
| ---------------------------- | ---------------- | --------------- | ------------- |
| Snowboardcross 14/01         | Xavier de Le Rue | Seth Wescott    | Nate Holland  |
| Slalom géant parallèle 16/02 | Rok Flander      | Philipp Schoch  | Heinz Inniger |
| Slalom parallèle 17/01       | Simon Schoch     | Philipp Schoch  | Rok Flander   |
| Big air 19/01                | Mathieu Crepel   | Antti Autti     | Janne Korpi   |
| Half pipe 20/01              | Mathieu Crepel   | Kazuhiro Kokubo | Brad Martin   |

### Femmes
| Épreuves                     | Or                    | Argent         | Bronze          |
| ---------------------------- | --------------------- | -------------- | --------------- |
| Snowboardcross 14/01         | Lindsey Jacobellis    | Sandra Frei    | Helene Olafsen  |
| Slalom géant parallèle 16/01 | Ekaterina Tudegesheva | Amelie Kober   | Fränzi Kohli    |
| Slalom parallèle 17/01       | Heidi Neururer        | Marion Kreiner | Doresia Krings  |
| Half pipe 20/01              | Manuela Pesko         | Soko Yamaoka   | Paulina Ligocka |

## Tableau des médailles
| Rang | Nation     | Or | Argent | Bronze | Total |
| ---- | ---------- | -- | ------ | ------ | ----- |
| 1    | France     | 3  | 0      | 0      | 3     |
| 2    | Suisse     | 2  | 3      | 2      | 7     |
| 3    | États-Unis | 1  | 1      | 1      | 3     |
| -    | Autriche   | 1  | 1      | 1      | 3     |
| 5    | Slovénie   | 1  | 0      | 1      | 2     |
| 6    | Russie     | 1  | 0      | 0      | 1     |
| 7    | Japon      | 0  | 2      | 0      | 2     |
| 8    | Finlande   | 0  | 1      | 1      | 2     |
| 9    | Allemagne  | 0  | 1      | 0      | 1     |
| 10   | Canada     | 0  | 0      | 1      | 1     |
| -    | Norvège    | 0  | 0      | 1      | 1     |
| -    | Pologne    | 0  | 0      | 1      | 1     |